# Duisburg (Belgique)
Ne doit pas être confondu avec Duisbourg.
Duisburg (en français parfois Duysbourg) est une section de la commune belge de Tervuren située en Région flamande dans la province du Brabant flamand. C'était une commune à part entière avant la fusion des communes de 1977.

## Géographie
Duisburg se situe sur une crête large qui commence à la forêt de Soignes et se termine à Louvain. Il y a encore de beaux panoramas avec peu de constructions.

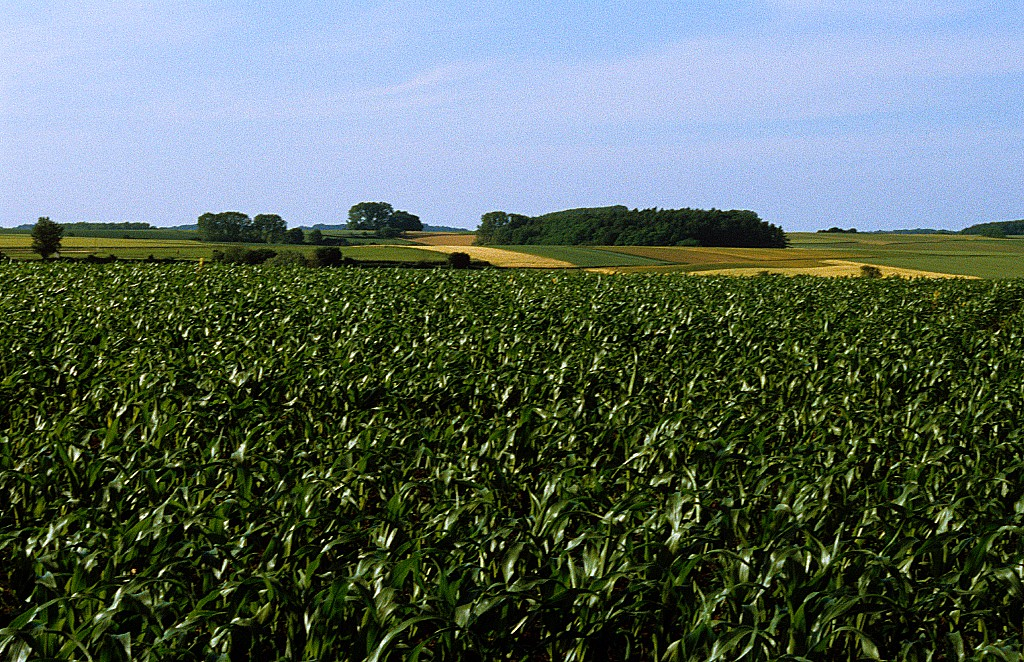
Panorama
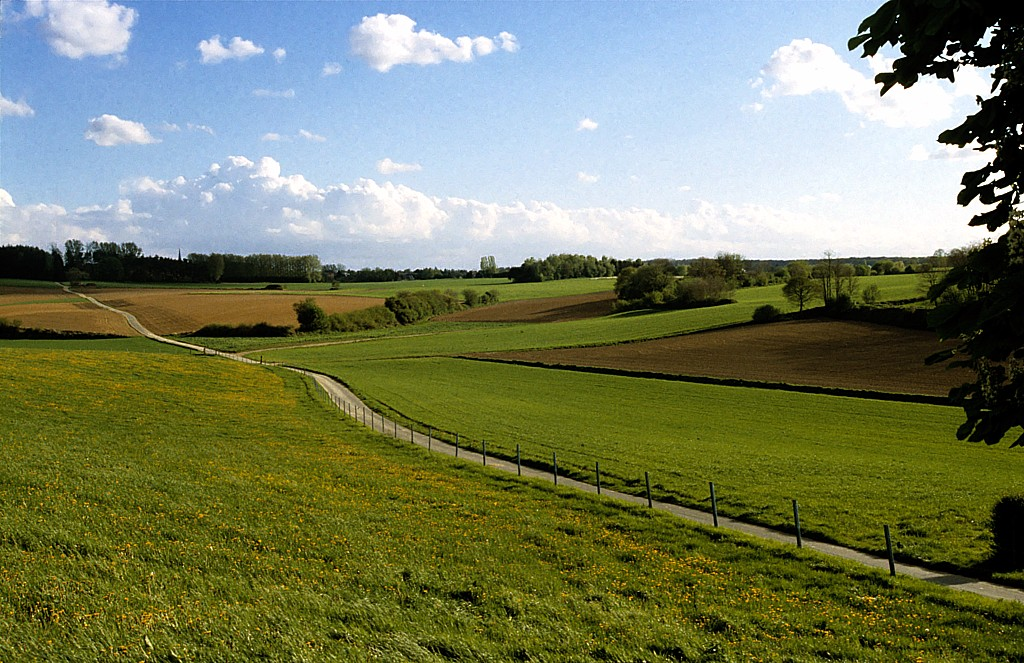
Chemin de Vossem à Duisburg
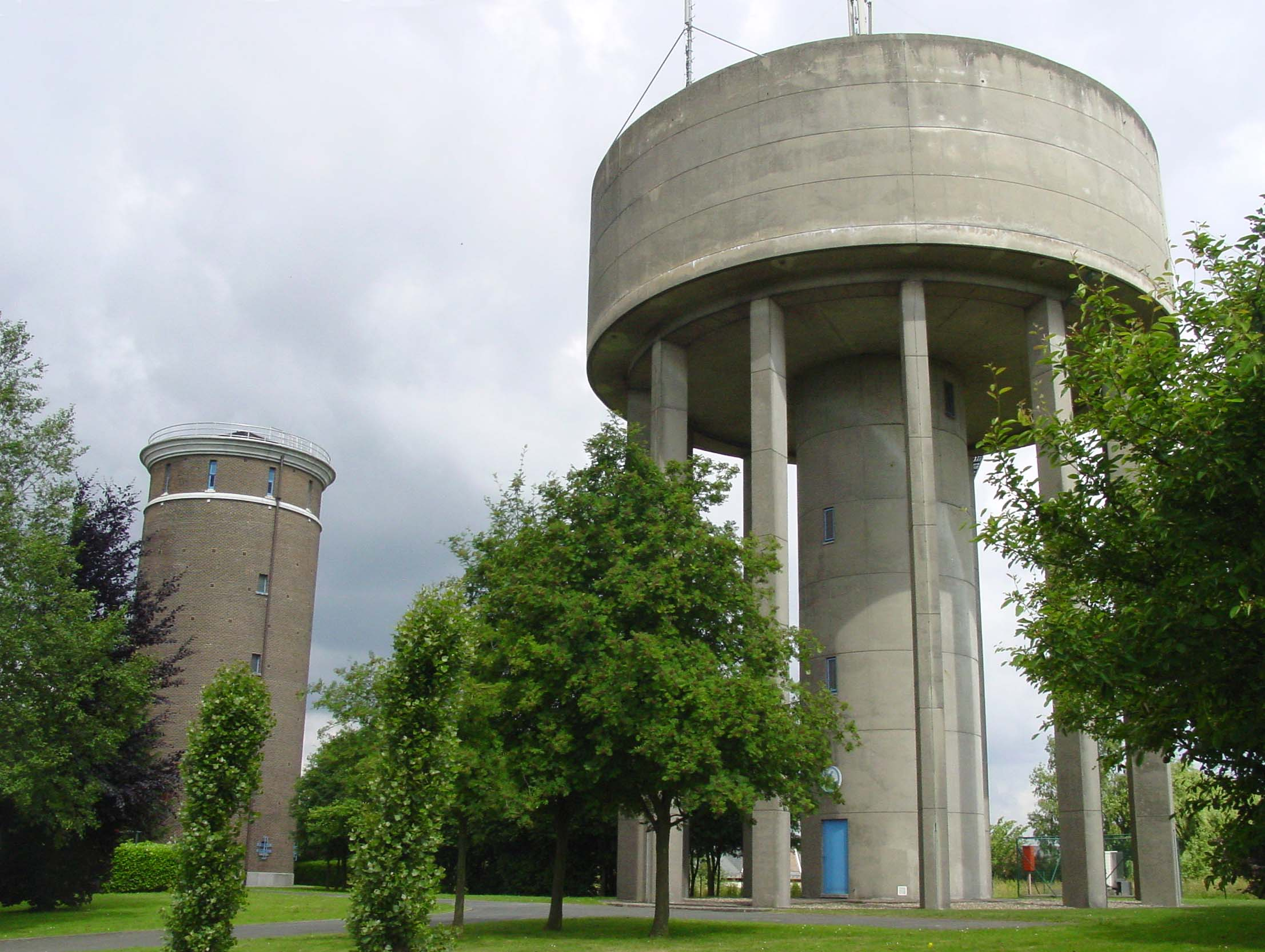
Châteaux d'eau jumeaux

## Histoire
Duysbourg est parfois associé à Dispargum,, la capitale semi-légendaire des Francs saliens, même si certains historiens y voient plutôt Duisbourg.
Duisburg devient une partie de la commune de Tervuren lors de la fusion des communes belges le 1er janvier 1977. Duisburg avait été une commune indépendante.

## Démographie
En 2011, Duisburg comptait 3 204 habitants dont 86 % sont belges et 14 % sont étrangers.
Duisburg fait partie de la commune néerlandophone de Tervuren mais  compte une grande minorité de francophones[réf. nécessaire] du fait de sa proximité avec Bruxelles et avec les communes à facilités de Wezembeek-Oppem et Kraainem.

### Évolution démographique
- Sources : INS, Rem. : 1831 jusqu'en 1970 = recensements, 1976 = nombre d'habitants au 31 décembre[5].

## Religion
Dans le centre de Duisburg se trouve l'église Sainte-Catherine (Sint-Katharinakerk).
Cette église existerait depuis l'époque de Henri Ier de Brabant. En 1228, cette église a été offerte à l'église Saint-Jacques-sur-Coudenberg à Bruxelles. Elle est de style roman avec un chœur et un transept gothique. Au XIVe siècle, des peintures murales de valeur sont mentionnées.

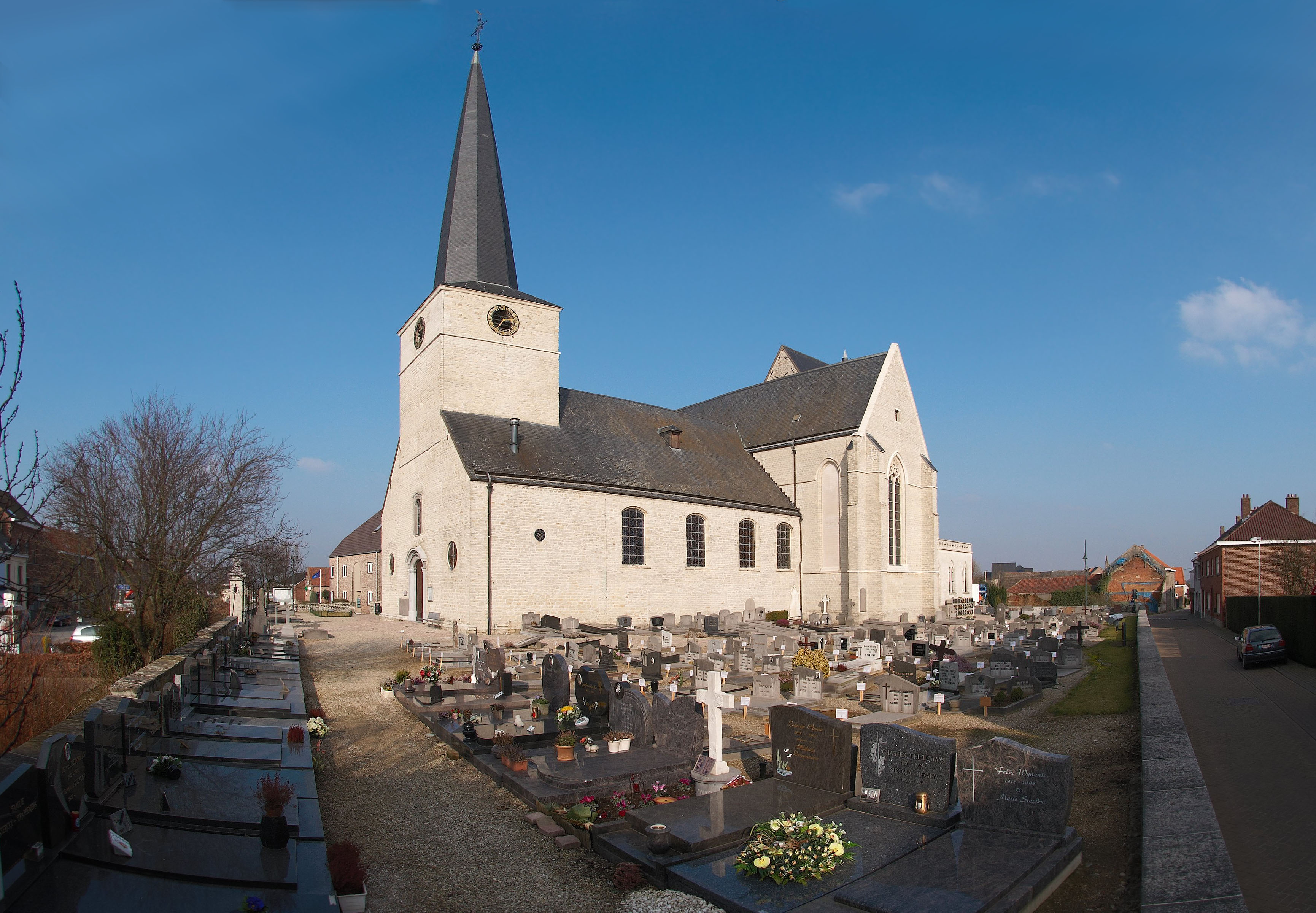
Église Sainte-Catherine
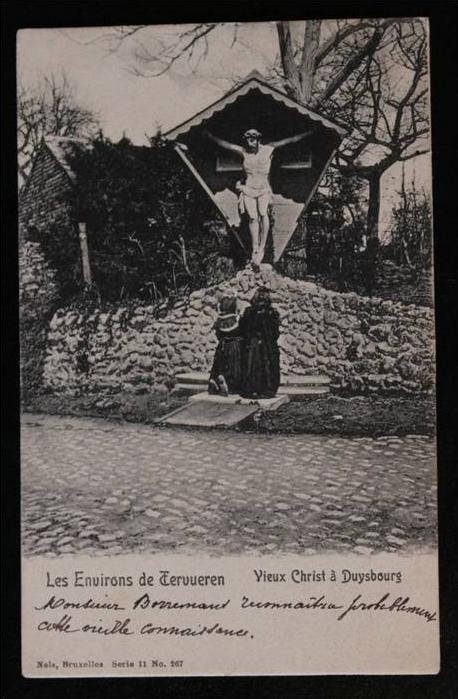
Vieux Christ à Duysbourg
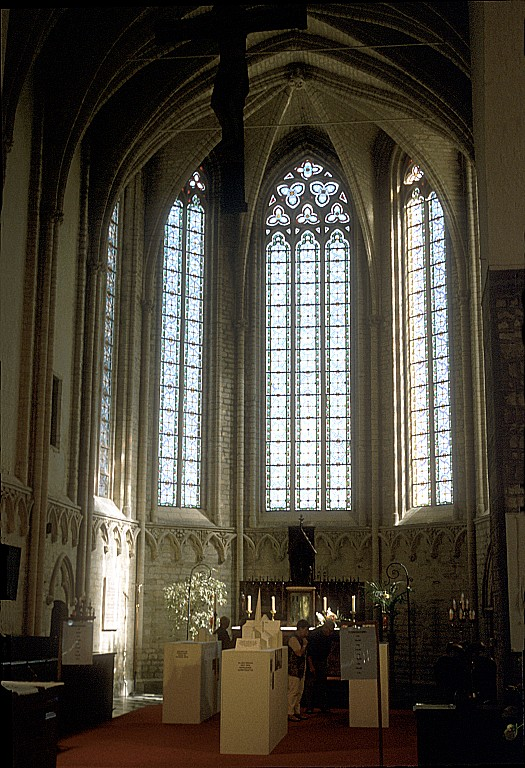
Le chœur
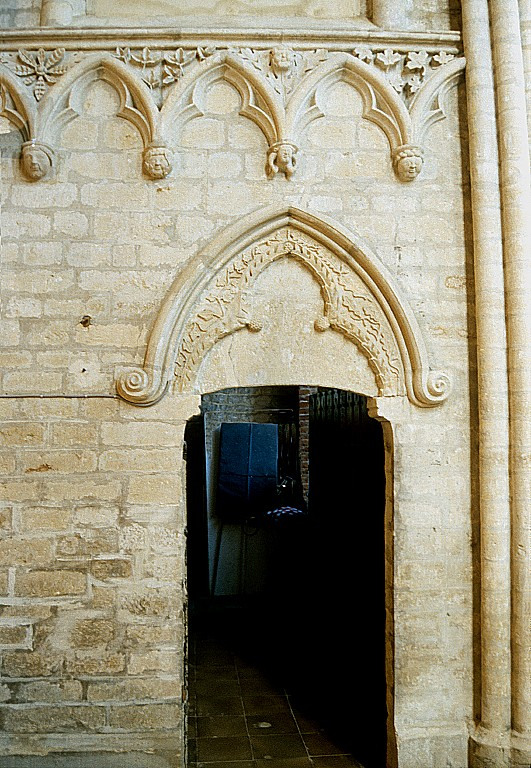
Côté gauche du chœur
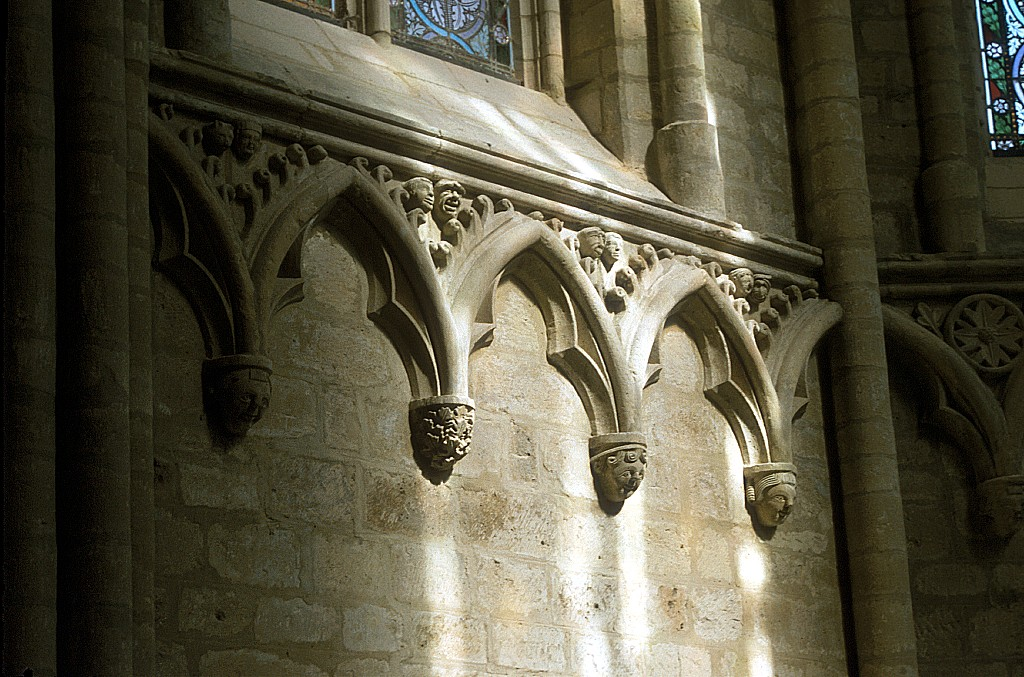
Décoration du chœur
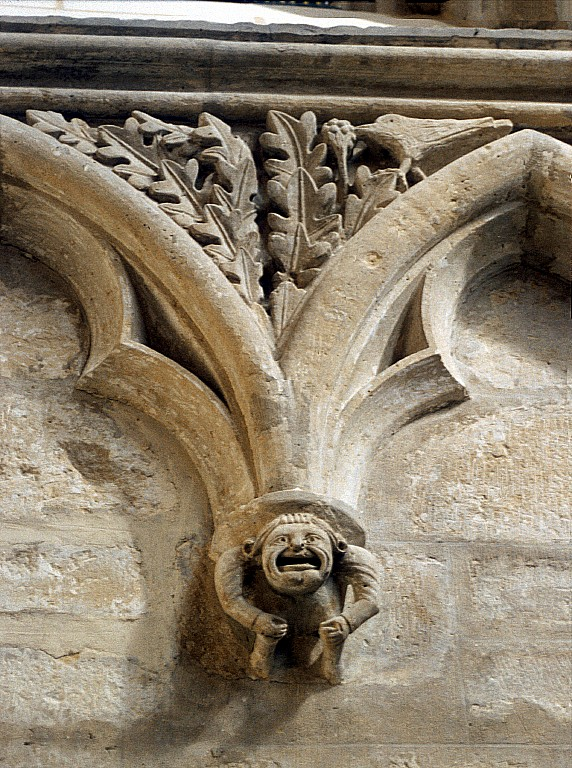
Détail du chœur